# Biomega
Biomega (バイオメガ, Baiomega) est un seinen manga de Tsutomu Nihei. Il est prépublié entre 2004 et 2009 dans le magazine Ultra Jump de l'éditeur Shueisha et compte un total de six tomes. La version française est publiée en intégralité par Glénat. L’histoire raconte la quête de l'androïde Zoichi Kanoe dans un monde post-apocalyptique, dans des décors de fin du monde à l’architecture démentielle.
Biomega est initialement considéré comme un one shot à la suite d'une lettre publiée en mars 2005 où Tsutomu Nihei explique son manque de motivation pour la poursuite de ce manga, publié alors dans le magazine Weekly Young Magazine de l'éditeur Kōdansha. Il préfère alors se concentrer sur ses autres séries. Finalement, la série reprend dans le magazine Ultra Jump en juin 2006.

## Histoire
En l'an 3005, après sept siècles d'interruption, une mission de recherche est envoyée sur Mars. Arrivés sur les ruines d'une ancienne colonie laissée à l'abandon, les membres d'équipage y rencontrent une femme.
Mais, alors qu'ils reviennent sur Terre, leur appareil s'abîme en mer et le corps de l'un d'eux est retrouvé flottant dans l'espace et atteint d'un étrange virus (le N5S), dont il répand des spores à la surface de la planète.
Six mois plus tard, sur Terre, l'agent Zoichi Kanoe est envoyé par la Toa Industries sur l'île artificielle de 9J0. Il y découvre une population ravagée par le virus. Ce dernier aura d'ailleurs infecté toute la planète d'ici une quinzaine d'heures.

## Personnages

### Toa Industries
La Toa Heavy Industries (東亜重工) vient tout droit du manga BLAME!, du même auteur.
Zoichi Kanoe est un être synthétique. Il est envoyé à 9JO pour participer au plan de nettoyage de la ville infectée, consistant à l'assainir et à sauver d'éventuels habitants. Il rencontre alors Ion Green et Kozlov Loewic Grebnev. Quand ces derniers sont attaqués par un agent de la Santé Publique, il vient secourir Kozlov puis tente de ramener Ion mais en vain. Il détruit par la suite 13 missiles intercontinentaux.
Fuyu Kanoe est une IA résidant dans la moto de Zoichi. Elle est la partenaire de Zoichi.
Go Hinoto est un autre être synthétique. Il est tué par un agent du CEU, mais il parvient à envoyer son IA partenaire Taira dans l'espace ainsi que les informations qu'ils ont réussi à obtenir. Il est mort le corps fendu par sa tête enfoncée au niveau de l'estomac par un coup d'après la trace sur son casque. D'après les pancartes où il était, il se situait en Corée.
Taira Hinoto est une IA résidant dans la moto de Go. Elle est la partenaire de Go. Elle récupérée par Kozlov.
Nishu Mizunoe est une autre être synthétique. Elle empêche Higuide de capturer Kozlov et doit faire équipe avec lui.
Shin Mizunoe est une IA résidant dans la moto de Nishu. Il est la partenaire de Nishu.

### Agence de la Santé Publique
2377 est le premier antagoniste sérieux rencontré dans Biomega. Il coupe la main droite de Kozlov, enlève Ion mais finit décapité par Zoichi après s'être transformé en drone. Il lance un dernier sarcasme à Zoichi avant de disparaître.

### Immortels
Ion Green est une orpheline de 17 ans qui s'est adaptée au virus N5S, lui permettant de reconstruire son corps même après l'accident avec la moto de Zoichi.
Reload est la mystérieuse femme que la mission de recherche rencontre sur Mars.

### CEU
Higuide (se prononce « hi goui dé) est celui qui a tué Go. Il tente d’appréhender Kozlov, mais Nishu l’en empêche.

### Autre
Kozlov Loewic Grebnev est un ours brun capable de parler. Il est d'abord vu comme le gardien de Ion. Une photo le représente étant petit avec un vieil homme qui pourrait être le grand-père de Ion. Il récupère Taira et ils finissent par faire équipe.

## Races

### Êtres synthétiques
Conçus par la Toa Industries, chacun d’eux est affiliés avec une IA du sexe opposé. Peuvent être identifiés par leurs iris caractéristiques. Ils disposent d’une grande force, d’une endurance à toute épreuve et font preuve d’une agilité considérable.

### Drones
Humains contaminés par le virus N5S. Le virus a pour effet de prolonger leurs membres et leur cou et permet aussi de les régénérer mais la décapitation reste fatale. Ils attaquent tous ceux qui ne sont pas des drones et sont dotés d’une force surhumaine. Ils semblent attirés par les phéromones de Ion Green.
Leurs formes varient, au point même de pouvoir s’adapter à leur environnement et de muter de façon spécifique pour propager le virus N5S. Les hommes sembleraient muter plus rapidement ou davantage que les femmes.

### AI
AI=artificial intelligence.
Partenaires des êtres synthétiques, leur forme physique se réduit à une petite sphère ayant besoin d'être connecté par un câble à une source d'énergie pour pouvoir fonctionner.

### Immortels
Leur immortalité est dû à la présence d’une 24e paire de chromosomes.

## Organisations

### Toa Industries
La Toa Industries est une corporation ayant créé les êtres synthétiques ainsi que leurs partenaires IA respectifs. Elle semble être la cible du DRF. Elle a pour objectif de retrouver et de protéger les immunisés au virus N5S. Son siège social disparaît le 26 février 3006.

### DRF
La DRF, ou Data Recovery Fondation ou Fondation de récupération ou de rétablissement de données, est une fondation créée pour la protection de l'héritage culturel. À l’origine, elle s’appelait Microvolt qui a été fondé en 2272. Elle cherche à éliminer la Toa Industries ainsi que le reste de l'humanité en la contaminant par le virus N5S.

### Agence de la Santé Publique
L'Agence de la Santé Publique, en réalité Ministère de la Santé, 
dépend de la DRF. Leurs agents sont chargés de retrouver et de capturer les humains immunisés contre le virus N5S. Ils sont facilement reconnaissable grâce aux tabliers de bouchers qu’ils portent.

### CEU
La CEU, ou Compulsory Execution Unit ou Unité d'Exécution Coercitif, possède un agent, Higuide, qui tue l'un des êtres synthétiques de la Toa Industries : Go.

## Structures

### 9J0
9J0 est une île artificielle construite sur l'océan Pacifique en 2205. Elle est accessible par deux ponts par voies terrestres.

### MSCF
MSCF, ou Maxi- ou Mass-Security Containement Facility ou Installation de Confinement à Sécurité Maximale ou de Masse, sont des bunkers souterrains où le DRF détient les immunisés au virus N5S. Ils sont situés à de grandes profondeurs au-dessous du niveau de la mer.

## Liste des volumes
La version originale est publiée par Shueisha entre janvier 2007 et mars 2009. Le premier tome est initialement publié par Kōdansha le 5 novembre 2004  (ISBN 4-06-361282-1). La version française est publiée par Glénat entre mars 2009 et juin 2010.
| no | Japonais          | Japonais          | Français          | Français          |
| no | Date de sortie    | ISBN              | Date de sortie    | ISBN              |
| -- | ----------------- | ----------------- | ----------------- | ----------------- |
| 1  | 19 janvier 2007   | 978-4-08-877210-3 | 24 mars 2009      | 978-2-7234-6648-6 |
| 2  | 19 janvier 2007   | 978-4-08-877211-0 | 10 juin 2009      | 978-2-7234-6649-3 |
| 3  | 17 août 2007      | 978-4-08-877317-9 | 23 septembre 2009 | 978-2-7234-7019-3 |
| 4  | 19 février 2008   | 978-4-08-877405-3 | 26 janvier 2010   | 978-2-7234-7020-9 |
| 5  | 19 septembre 2008 | 978-4-08-877517-3 | 21 avril 2010     | 978-2-7234-7453-5 |
| 6  | 24 mars 2009      | 978-4-08-877622-4 | 30 juin 2010      | 978-2-7234-7454-2 |